# Antimonio nativo
El antimonio nativo es un mineral, del grupo de los elementos nativos, de propiedades equivalentes al del elemento antimonio obtenido pro procesado de sus minerales .  El nombre procede del latín antimonium. Durante siglos, el término antimonio se utilizó también para designar la estibina o antimonita, el mineral más común de los que contienen este elemento y del que solía obtenerse. En mineralogía el nombre oficial es simplemente antimonio, aunque, como en otros elementos nativos, suele utilizarse asociado al adjetivo nativo para evitar ambigüedades.  No está claro en que yacimiento se encontró el antimonio nativo por primera vez, aunque se considera como localidad tipo la mina de plata de Sala, en  Västmanland, Suecia.

## Propiedades físicas y químicas
El componente fundamental es el propio antimonio, y suele ser muy puro, aunque puede contener trazas de otros elementos, especialmente arsénico, bismuto, hierro o plata. Forma parte del grupo del arsénico nativo, del que forman parte además la arsenolamprita (polimorfo del arsénico), el bismuto nativo y los compuestos estibarsénico, pararsenolamprita y paradocrasita. Tiene las mismas propiedades físicas y químicas que el producto artificial, pero el mineral natural, cuando es gruesamente cristalino, se caracteriza por su perfecta exfoliación.

## Yacimientos
A escala microscópica, el antimonio nativo está bastante difundido en mineralizaciones de sulfuros que contienen este elemento. A escala macroscópica, es mucho más raro. Se han encontrado cristales de morfología pesudocúbica en la mina Consols, en Broken Hill, Nueva Gales del Sur (Australia), y en la mina del Lago George, en el condado de York, New Brunswick (Canadá). En la mina de plata de Sala, en  Västmanland, Suecia se encuentra como masas gruesamente cristalinas dentro de calcita. En la mina Matilde, en La Viñuela, Málaga (España), se encuentran también masas gruesamente cristalinas, con grandes planos de exfoliación, formando una parte importante de la mena explotada, lo que resulta excepcional. En Arechuybo, Chihuahua (México), aparece en forma granuda.Está asociado a estibina, kermesita, valentinita y senarmontita.